# Oxyartes yunnanus
Oxyartes yunnanus är en insektsart som beskrevs av Chen, S.C. och Yun He He 2008. Oxyartes yunnanus ingår i släktet Oxyartes och familjen Diapheromeridae. Inga underarter finns listade i Catalogue of Life.